# Moxostoma lacerum
Moxostoma lacerum é uma espécie de Actinopterygii da família Catostomidae.
Encontrava-se apenas nos Estados Unidos da América.